# Beaufortia leveretti
Beaufortia leveretti es una especie de peces de la familia de los Balitoridae en el orden de los Cypriniformes.

## Morfología
Tiene un cuerpo aplastado dorsoventralmente y funciona a modo de ventosa, por las corrientes de su biótopo. Tiene los ojos en la parte superior de la cabeza y la boca se dispone en la parte inferior para permitirles comer algas. Las aletas pectorales y las anales son cortas, anchas y aplanadas, para la adherencia. Las aletas dorsal y caudal son pequeñas aunque fuertes. La aleta postanal es muy pequeña y aparece relativamente alejada del ano.
Los machos pueden llegar alcanzar los 12 cm de longitud total.

## Distribución geográfica
Se encuentra en la China y el Vietnam.